# Prywatyzacja
Prywatyzacja – proces przekazywania majątku państwowego podmiotom prywatnym. Prywatyzacja może się odbywać poprzez sprzedaż lub transfer majątku państwowego.
Pierwszą masową prywatyzację państwowego majątku przeprowadzono w latach 1933–1937 w nazistowskich Niemczech.
Przeciwieństwem prywatyzacji jest nacjonalizacja.

## Rodzaje prywatyzacji
Istnieje podstawowy podział na prywatyzację pośrednią i bezpośrednią.
- prywatyzacja pośrednia (kapitałowa),
- prywatyzacja bezpośrednia,
- emisja akcji.

## Motywy prywatyzacji
Emanuel S. Savas wyróżnia cztery główne motywy, którymi kierują się władze decydując się na rozpoczęcie procesu prywatyzacji wobec przedsiębiorstwa:
| Motyw         | Cel                                                 | Uzasadnienie |
| ------------- | --------------------------------------------------- | --- |
| Pragmatyczny  | Skuteczniejsze rządzenie, poprawa jakości rządzenia | Dzięki rozsądnie prowadzonej polityce prywatyzacyjnej rząd zwiększa efektywność świadczeń społecznych. Rząd szuka poprawy efektywności, a jednocześnie nie może podnieść obowiązkowych świadczeń na rzecz państwa oraz nie może lub nie opłaca mu się zaciągać kredytów, wówczas decyduje się na prywatyzację, która wygeneruje środki finansowe z tytułu sprzedaży mienia państwowego oraz w przyszłości uwolni od bezcelowego dofinansowywania państwowych przedsiębiorstw. |
| Ideologiczny  | skuteczniejsze rządzenie, poprawa jakości rządzenia | Pozycja rządu jest bardzo silna i obejmuje on swoimi wpływami zbyt wiele dziedzin gospodarki. Mając tak wielką ingerencję w działalność ludzi stanowi on zagrożenie dla społeczeństwa. Należy ukrócić zainteresowanie polityków obojętnych na sprawy przedsiębiorstw, a jedynie dbających o swoje posady. |
| Ekonomiczny   | więcej biznesu                                      | Rząd zamierza otrzymać większe korzyści poprzez obciążenie sfery prywatnej wydatkami ponoszonymi przez państwo. Przekazanie części obowiązków, jakie dotychczas spoczywało na państwie (np. w zakresie oczyszczalni ścieków, energetyki, czy zachowania czystości) przekazane są w ręce prywatnych przedsiębiorstw, którym zdecydowanie bardziej zależy na optymalizacji wyników ekonomicznych.                                                                               |
| Populistyczny | lepsze społeczeństwo                                | Demokratyczne społeczeństwo powinno posiadać szeroki zakres możliwości prowadzenia działalności gospodarczej (np. dlaczego osoba fizyczna nie może produkować energii?) oraz nabywania dóbr, od prywatnych przedsiębiorców (prywatyzacja całych sektorów gospodarki). |

## Argumenty na rzecz prywatyzacji
- Ludzie staranniej gospodarują własnym majątkiem, niż majątkiem należącym do innych ludzi (zob. teoria agencji, teoria praw własności[3]). Z tego też powodu, własność prywatna zapewnia najlepszą możliwą do uzyskania alokację kapitału[4]. Przedsiębiorstwa prywatne działając na własny rachunek, tj. rachunek swych właścicieli, gospodarują efektywniej niż przedsiębiorstwa państwowe, bądź komunalne. Prywatni właściciele są bowiem żywotnie zainteresowani wynikami tego gospodarowania i sprawują nad tym znacznie ściślejszy nadzór.
- Zarządzanie państwowe powoduje, że przedsiębiorstwom tym trudniej jest szybko dostosować się do zmian na rynkach.
- Zdaniem zwolenników prywatyzacji państwowy monopolista nie musi odpowiadać przed konsumentem, który nie może wybierać różnych usługodawców. Podział i prywatyzacja przedsiębiorstwa może wprowadzić konkurencję.
- Przedsiębiorstwa państwowe stają się polem walki o wpływy polityczne. Zdaniem zwolenników prywatyzacji efektem jest spowolniony rozwój lub straty generowane przez państwowe przedsiębiorstwa, na czym traci całe społeczeństwo. Wypracowany przez przedsiębiorstwa państwowe zysk bywa pobierany przez państwo na bieżące potrzeby budżetowe (dywidenda) bądź dla celów partii rządzącej, nie zaś na inwestycje w rozwój przedsiębiorstwa i zwiększanie zatrudnienia. W przedsiębiorstwach państwowych dodatkowo najwyższe stanowiska bywają obsadzane osobami z partii rządzącej, którym brak kompetencji i doświadczenia w zarządzaniu przedsiębiorstwami.

Zdaniem Savasa do najważniejszych korzyści z prywatyzacji dla gospodarki zaliczyć można:
- zmniejszenie roli państwa w gospodarce,
- stworzenie efektywnego i elastycznego sektora prywatnego,
- zmniejszenie wydatków rządowych (np. niesubsydiowanie źle działających przedsiębiorstw państwowych),
- zwiększenie wpływów budżetowych (ze sprzedaży przedsiębiorstw i z płaconych następnie podatków),
- wzrost efektywności przedsiębiorstw,
- podniesienie jakości dóbr i usług i zwiększenie wrażliwości gospodarki na decyzje konsumentów,
- przyciąganie nowych inwestycji, wspieranie nowych przedsięwzięć,
- sprostanie oczekiwaniom zagranicznych kredytodawców.

## Argumenty przeciwko prywatyzacji
- W wielu krajach średnio lub słabo rozwiniętych szybka prywatyzacja stwarza nierówne szanse dla rodzimego przemysłu. Bogate koncerny z krajów wysoko uprzemysłowionych wygrywają przetargi prywatyzacyjne ze względu na lepszą ofertę, jaką mogą złożyć. W niektórych sektorach przemysłowych jest to zagrożeniem dla bezpieczeństwa kraju, np. w przypadku surowców lub energii.
- Prywatyzacja może prowadzić do zaniku rodzimych marek, które zostają zmienione na nazwy nowych zagranicznych właścicieli.
- Prywatyzacja najczęściej prowadzi do zwolnień lub ograniczeń dla zatrudnionych w ramach tzw. restrukturyzacji, mimo iż argumentuje się często inaczej.
- Międzynarodowy Fundusz Walutowy stawia przeważnie wprowadzenie procesów prywatyzacyjnych jako warunek udzielenia państwom kredytów. Często powoduje to „falę” prywatyzacyjną – okres w którym znaczna część gospodarki tych krajów zostaje zdominowana przez światowe koncerny. Zdaniem krytyków, owe koncerny czują się zobowiązane przede wszystkim swoim akcjonariuszom, toteż w wielu przypadkach zamiast prowadzić do dobrobytu, prywatyzacja powoduje zubożenie i bezrobocie. Najczęściej koncerny te mają swoją siedzibę w USA, UE lub w tzw. azjatyckich tygrysach. Zdaniem przeciwników niekontrolowanej prywatyzacji, prowadzi ona do wzbogacenia najbogatszych kosztem słabszych i stwarza poważne zagrożenie nowoczesnego wyzysku.

## Prywatyzacja w Polsce
Po Okrągłym Stole i wyborach w 1989 roku, Polska weszła w okres transformacji wolnorynkowej. Aby sprostać światowej konkurencji kolejne rządy (13 lipca 1990 roku utworzono Ministerstwo Przekształceń Własnościowych na mocy ustawy o utworzeniu urzędu Ministra Przekształceń Własnościowych, którego kompetencje później przejęło Ministerstwo Skarbu Państwa, utworzone 1 października 1996) rozpoczęły akcję prywatyzacji. Przyjęła ona trzy formy:
- prywatyzacja kapitałowa,
- powszechne uwłaszczenie – własność otrzymali wszyscy obywatele (patrz: Program Powszechnej Prywatyzacji),
- prywatyzacja bezpośrednia.

1 sierpnia 1990 roku weszła w życie ustawa z 13 lipca 1990 r. o prywatyzacji przedsiębiorstw państwowych, którą 8 stycznia 1997 roku zastąpiła ustawa z 30 sierpnia 1996 r. o komercjalizacji i prywatyzacji przedsiębiorstw państwowych.
Największe prywatyzacje miały miejsce w latach 90. XX wieku. W niektórych latach sprzedawano mienie wartości większej niż 10 mld złotych.
Prywatyzacja w Polsce wiązała się często ze sprzedażą mienia zagranicznym właścicielom. Największe polskie przedsiębiorstwa, jak monopolistyczny operator telekomunikacyjny, czy wiele banków trafiło w ręce kapitału zagranicznego. Dzięki restrukturyzacji nowe prywatne przedsiębiorstwa przetrwały na rynku, ale kosztem wzrostu bezrobocia. Sprywatyzowane sektory gospodarki zaczęły osiągać zyski i wpłacać do budżetu podatki.
Prywatyzacja następowała czasami nie z przesłanek mających na celu rozwój przedsiębiorstw, lecz dlatego, że rząd potrzebował pochodzących z niej pieniędzy do zmniejszenia deficytu budżetowego.
W Polsce największe kontrowersje wokół prywatyzacji dotyczyły korupcji. Na początku lat 90. byli członkowie PZPR utworzyli szereg spółek, które dzięki zręcznym manipulacjom przejmowały po zaniżonych cenach państwowe mienie. Proces ten nazwano „uwłaszczeniem nomenklatury”. Utarło się powiedzenie, że „pierwszy milion trzeba ukraść”, aby założyć własny biznes. Podczas wielkich prywatyzacji politycy czasami żądali od inwestorów „prowizji”. Pewien procent wartości przedsiębiorstw trafiał na konta zaprzyjaźnionych biznesmenów, którzy potem wspierali niektóre partie polityczne. Największa prywatyzacja, której dotyczyły tego typu zarzuty, to sprzedaż PZU. Do wyjaśnienia kulisów tej transakcji Sejm powołał komisję śledczą.

### Prywatyzacja w polskim prawie
W rozumieniu ustawy z dnia 30 sierpnia 1996 r. o komercjalizacji i prywatyzacji prywatyzacja polega na:
- zbywaniu akcji i udziałów będących własnością Skarbu Państwa w jednym z następujących trybów:
  - oferty ogłoszonej publicznie,
  - przetargu publicznego,
  - rokowań podjętych na podstawie publicznego zaproszenia,
  - przyjęcia oferty w odpowiedzi na wezwanie (ogłoszone na podstawie ustawy z dnia 29 lipca 2005 r. o ofercie publicznej i warunkach wprowadzania instrumentów finansowych do zorganizowanego systemu obrotu oraz o spółkach publicznych złożonej przez podmiot ogłaszający wezwanie),
  - aukcji ogłoszonej publicznie,
  - dopuszczalne jest również zbywanie akcji/udziałów z pominięciem wskazanych powyżej trybów poprzez uzyskanie zgody Rady Ministrów na inny niż publiczny tryb zbycia akcji (m.in. w sytuacjach zbycia akcji na rynku regulowanym Giełdy Papierów Wartościowych, wniesienia akcji/udziałów do innej spółki jako aportu w zamian za akcje/udziały w podwyższonym kapitale, a także w uzasadnionych przypadkach sprzedaży akcji Skarbu Państwa na rzecz akcjonariusza większościowego spółki),
- jak i rozporządzaniu wszystkimi składnikami materialnymi i niematerialnymi majątku przedsiębiorstwa państwowego poprzez:
  - sprzedaż przedsiębiorstwa,
  - wniesienie przedsiębiorstwa do spółki,
  - oddanie przedsiębiorstwa do odpłatnego korzystania.

Prywatyzacją jest również obejmowanie akcji/udziałów w podwyższonym kapitale zakładowym jednoosobowych spółek Skarbu Państwa, powstałych w wyniku komercjalizacji, przez podmioty inne niż Skarb Państwa lub inne niż państwowe osoby prawne w rozumieniu ustawy z dnia 8 sierpnia 1996 r. o zasadach wykonywania uprawnień przysługujących Skarbowi Państwa.
W Polsce za przeprowadzanie procesów prywatyzacyjnych odpowiedzialne było w pierwszym rzędzie Ministerstwo Skarbu Państwa. Z dniem 31 marca 2017 roku Ministerstwo Skarbu Państwa uległo likwidacji, a jego obowiązki przejęła Kancelaria Premiera. Proces likwidacyjny ministerstwa został rozpoczęty we wrześniu 2016, po odwołaniu ze stanowiska ministra Dawida Jackiewicza. Do końca roku ministerstwem kierował członek Rady Ministrów Henryk Kowalczyk. MSP zakończyło działalność 31 grudnia 2016. Nazajutrz, 1 stycznia 2017 ministerstwo postawiono w stan likwidacji (pod oficjalnym szyldem Ministerstwo Skarbu Państwa w likwidacji). Weszły też w życie w tym samym dniu rozpoczynające proces likwidacyjny ustawy z dnia 16 grudnia 2016 r. o zasadach zarządzania mieniem państwowym i ustawy – przepisów wprowadzających ustawę.